# Milton-Freewater
Pour les articles homonymes, voir Milton et Freewater.
Milton-Freewater est une municipalité américaine située dans le comté d'Umatilla en Oregon. Lors du recensement de 2010, sa population est de 7 050 habitants.

## Géographie
Selon le Bureau du recensement des États-Unis, la municipalité s'étend sur 1,99 mille carré (5,15 km2).

## Histoire
Milton est fondée au XIXe siècle. Elle est alors un arrêt sur la route entre Wallula (en) et La Grande. Dans les années 1880, des opposants à la prohibition imposée à Milton fondent le bourg de Freewater en dehors des limites de la ville. Freewater doit son nom aux droits gratuits sur l'eau offert à ses premiers habitants.
Milton-Freewater devient une municipalité le 4 décembre 1950, lorsque les deux villes fusionnent.

## Démographie
La population de Milton-Freewater est estimée à 7 019 habitants au 1er juillet 2016. Plus de 43 % de ses habitants sont hispaniques.
Le revenu par habitant était en moyenne de 17 769 dollars par an entre 2012 et 2016, largement inférieur à la moyenne de l'Oregon (28 822 dollars) et à la moyenne nationale (29 829 dollars). Sur cette même période, 30,5 % des habitants de Milton-Freewater vivaient sous le seuil de pauvreté (contre 13,3 % dans l'État et 12,7 % à l'échelle des États-Unis).